# 影子系统
影子系统（PowerShadow）是一个虚拟系统软件。
影子系统的开发团队来自中国大陆，开发团队在最初开发的软件面向国外市场，并没有中文版本。在一段时间后，软件渐渐在用户群中树立口碑，中國也开始有人使用该软件，但很多人误以为这是一款非中國团队开发的软件。之后，开发人员开始重视中國市场，开始开发中文版本软件，并进行一系列优惠举措。

## 功能
安装影子系统之后，在系统启动菜单可以选择
- 单一影子模式 - 之下所做更改在重启后恢复系统分区到正常模式最后一次更改情况
- 完全影子模式 - 之下所做更改在重启后恢复到所有磁盘分区在正常模式最后一次更改情况
- 正常模式

## 系统要求
- 不支持RAID架构
- 适用于（32位/64位）：Win8.1/Win8/Win7/XP
- 2008版在XP装了影子系统后，装双系统VISTA，它也不与新装的VISTA系统兼容[來源請求]
- 在部分Win10系统安装后会导致重启后无法进入系统，卡在登陆界面（驱动加载异常）

- 影子系统的最新版本在WIN10 2004等较新的WIN10版本安装后，有概率出现系统蓝屏崩溃（报错码显示系统被破坏，即21A），且无法自动修复。[來源請求]

## 历史版本
- 2004年9月发布PowerShadow 1.0英文版
- 2005年1月发布PowerShadow 2.0英文版
- 2005年3月发布PowerShadow 2.0正体中文版
- 2005年5月发布PowerShadow 2.6
- 2006年5月发布PowerShadow 2.8
- 2010年9月发布PowerShadow 4.2
- 2014年11月发布PowerShadow 8.5.5